# Meetstoel
Een meetstoel is een meetkundige uitkijktoren gebruikt bij de aanleg van de IJsselmeerpolders.
In een drooggevallen polder ontbreekt het aan referentiepunten. Landmeters moesten daarom zelf bouwwerken oprichten vanwaaruit men kon meten. De uitkijktorens noemde ze meetstoelen. Een meetstoel wordt met behulp van driehoeksmeting gepositioneerd. Aan de hand van meetstoelen kon men, in de verder kale polder, toch precies narekenen waar men was en waar wat aangelegd moest worden (sloot, greppel, weg).
Bij nieuwe ontginningen zijn meetstoelen niet meer nodig vanwege de ontwikkeling van gps-systemen.
Door Het Flevolandschap is een meetstoel bij de Biddingringweg in Biddinghuizen gerenoveerd.